# The Youngbloods
A The Youngbloods egy amerikai rockegyüttes volt 1965 és 1972 között, amelyet New York egyik városnegyedében, Greenwich Village-ben alapítottak. Az együttes 1984-ben újjáalakult, de egy évvel később ismét feloszlott. Legismertebb slágere a "Get Together" című dal volt.

## Tagok
- Jesse Colin Young – basszusgitár, gitár, ének (1965–1972, 1984–1985)
- Jerry Corbitt – gitár, szájharmonika, ének (1965–1969, 1984–1985; 2014-ben meghalt)
- Lowell Levinger – gitár, zongora, cintányérok, pedál steel gitár, ének (1965–1972, 1984–1985)
- Joe Bauer – dob (1965–1972; 1982-ben meghalt)
- Michael Kane – basszusgitár (1971–1972)
- David Perper – dob (1984–1985)
- Scott Lawrence – billentyűs hangszerek, fafúvósok (1984–1985)
- John Richard Anderson – szájharmonika (1968–1972; 2017-ben meghalt)

## Diszkográfia
- 1967: The Youngbloods - reeditado como Get Together en 1971
- 1967: Earth Music
- 1969: Elephant Mountain
- 1970: Rock Festival
- 1970: Two Trips
- 1970: The Best of the Youngbloods
- 1971: Ride the Wind - álbum grabado en directo.
- 1971: Good and Dusty
- 1971: Sunlight
- 1972: High on a Ridgetop
- 1972: This is the Youngbloods
- 1998: Euphoria: 1965–1969
- 2002: Get Together: The Essential Youngbloods
- 2005: Beautiful! grabado en directo en San Francisco en 1971